# Finská národní galerie
Finská národní galerie (finsky Suomen Kansallisgalleria, švédsky Finlands Nationalgalleri) je největší galerijní instituce ve Finsku. Zahrnuje umělecké muzeum Ateneum se sbírkami děl z 18. až raného 20. století, galerii současného umění Kiasma, Sinebrychoffovo umělecké muzeum se sbírkami starého umění, archivy a další podpůrná oddělení.
Ateneum je významné především sbírkami finského umění, kde jsou zastoupeni mistři jako Albert Edelfelt, Eero Järnefelt, Helene Schjerfbeck, Pekka Halonen, Hugo Simberg, Akseli Gallen-Kallela a Fanny Churberg. Sinebrychoffovo umělecké muzeum má významné sbírky starého evropského umění a obsahuje díla umělců jako byli Giovanni Boccati, Giovanni Castiglione, Govaert Flinck, Rembrandt, Jan Cook, Goya, Carl Wilhelm de Hamilton, Lucas Cranach starší, Jurgen Ovens, Frans Wouters, Hieronymous Francken mladší, Joshua Reynolds, Antoine Watteau, François Boucher, Carl Frederik von Breda, Alexander Roslin a Jacob Bjorck. Kromě toho je zde zajímavá sbírka švédských miniatur.